# Euphaedra erithonius
Euphaedra erithonius är en fjärilsart som beskrevs av Fabricius 1787. Euphaedra erithonius ingår i släktet Euphaedra och familjen praktfjärilar. Inga underarter finns listade i Catalogue of Life.